# 加藤和也 (ひばりプロダクション)
加藤 和也（かとう かずや、1971年〈昭和46年〉8月10日 - ）は、日本の実業家・音楽プロデューサー・芸能プロモーター。美空ひばりの養子。株式会社ひばりプロダクション、藤和エンタープライズ代表取締役社長。

## 来歴・人物
実父は美空ひばりの実弟のかとう哲也（旧芸名は小野透）で、血縁上はひばりの甥にあたる。7歳の時に伯母・ひばりと養子縁組をした。
ひばりには実子がいなかったので、ひばりに溺愛されて育つ。

### 付き人から社長へ
実父、叔父の他界後、ひばりに反発してグレてしまい、ケンカに明け暮れる。
明大中野高校を停学後に中退。16歳でひばりプロダクションの副社長に就任、翌年社長に昇格する。その後、ひばりが死去し青山葬儀所で行われた葬儀で喪主を務めた。遺影の写真は和也が選んだもので、歌っている姿ではなく、実生活のワンショットであった。肉親が次々と亡くなったひばりの唯一の跡継ぎであり、ひばりプロダクションの社長として、今も熱心なひばりファンに対して様々な企画・運営を行っている。
ブルースシンガーの大木トオルの付き人を6年務め、ベン・E・キングなどのアルバムに参加。現在は、ひばりに関する事業や権利の管理などを手がけている。記念館や、「ひばりかふぇ」などの飲食業も展開している。

#### ひばり記念館
美空ひばり記念館として建てられた京都嵐山 美空ひばり座だが、建てたのは加藤ではなく、ひばりの命の恩人と呼ばれ後見人となった九州在住の人物だった。当初、加藤が記念館の設立を企画し、ひばりの出身地である横浜と第2の故郷となった京都のどちらにしようか選定していた。しかし、その前に後見人となった人物がひばりの大半の遺品を持ち出して先に京都嵐山にオープンしてしまったため、仕方がなくひばりプロダクションも業務提携という形で参加になった。その後、嵐山ひばり座はファンの高齢化が進み客足が鈍り、負債が膨らんだため2006年にひばりプロダクションが買い取った。それでも、負債が膨らみ続けたため2011年に吉本興業と京楽産業.の合弁会社KYORAKU吉本ホールディングスに加藤が業務提携を持ち掛けるなど尽力するが、2013年5月に京都嵐山 美空ひばり座は閉館に追い込まれた。それに併せ、東京青葉台にあるひばりの自宅を記念館として一般公開するとともに、根強いファンの後押しもあって太秦映画村にひばり座の移築計画が水面下で行われ、映画文化館1階に京都太秦 美空ひばり座として再オープンするに至っている。

### マネーの虎
日本テレビ系の『マネーの虎』に投資する側として出演。いくつかの企画に投資を行い、中でも出資したイタリア料理店は成功をおさめたものの、2018年現在は第1号店を含め閉店した。

### ビートたけしととんねるずとの関係
幼い頃からビートたけしととんねるずのファンであり、ひばりが対面させて以来、交遊もある。また、これを機にとんねるずとひばりは親しくなる。

### 結婚式
2000年に浜田光夫の長女と結婚。2000年にハワイで極秘挙式していたが、2005年2月13日に結婚を祝う会が東京都港区の新高輪プリンスホテルで行われた。ひばりに縁のあった高橋英樹・森光子・雪村いづみなどの芸能人や、『マネーの虎』で共演した社長など約650人が出席。司会は徳光和夫だった。
この式では、日本音響研究所が声紋を分析して再現した、ひばりの祝福のメッセージが会場に流されている。

## 出演番組
- 『マネーの虎』（放送終了）
- 『ザ・スター リバイバル』 （放送終了）
- 『踊る!さんま御殿!!』（不定期）
- 『我が心の美空ひばり』（不定期）

## 著書
- 『みんな笑って死んでいった』 - 2007年5月 文藝春秋 ISBN 9784163691701
- 『美空家の歳時記』 -  2012年7月13日 廣済堂出版 ISBN 9784331516447